# 現代奴隷法 (2015年イギリス)
現代奴隷法 (Modern Slavery Act 2015) は、2015年にイギリス議会が制定した法律である。同法はイギリスにおける現代奴隷制に対抗することを意図し、それまで別の扱いであった人身売買と奴隷制に関連する犯罪行為を一元管理するものである。同法の適用範囲はイングランドとウェールズである。同法草案は、犯罪と治安担当の政務次官ジェイムズ・ブロークンシャー (James Brokenshire, Parliamentary Undersecretary for Crime and Security) によって庶民院に2013年10月に提案された。内務省における同法案起草者はテリーザ・メイ とベイツ卿 であった。同法案は女王の裁可を得て、2015年3月26日に法制化された。
ジェイムズ・ブロークンシャーは「同法は『人身売買というこの最低な行いに関わっている犯罪者は逮捕され、検挙され、投獄されるという』という強力なメッセージをその人々に送るものである」と言明したとされる。

## 条項
同法には次のような条項が含まれる。
- それまで存在していた奴隷制と人身売買に関わる複数の規定を統合
- 現代奴隷犯罪で有罪とされたもの、そのような犯罪に関わっているがまだ有罪となっていないものに対して裁判所が規制を行うことを可能とする二つの新たな規定
- 現代奴隷犯罪の予防と被害者特定におけるグッドプラクティスを推奨するための独立した反奴隷制検査官 (Anti-Slavery Commissioner) を置くこと。初代検査官はケビン・ハイランド (Kevin Hyland)
- 人身売買者の資産を差し押さえ、その資産の一部を補償金として被害者に回す仕組みに関する条項
- 犯罪行為に関わることを強いられることになった奴隷制もしくは人身売買被害者のために法令上の防護を新たに作り出すこと
- 児童売買啓発に関わる条項

## 修正条項

### サプライチェーン
企業に対して当該企業のサプライチェーンにおける現代奴隷制の監査と報告を求めることは「追加的負担」になると内務省はみなしているため、国外における奴隷労働の利用に対抗する措置は法案に含まれていなかった。しかしながら、キャンペーンの結果、サプライチェーン条項が法案に付加されたため、「大企業はサプライヤーによる奴隷労働の利用停止のための努力を公にせざるを得ないことになった」 。2015年2月及び3月には、サプライチェーン条項に関する報告要件に関する協議が行われた。
2015年10月29日から「サプライチェーン条項における透明性」Transparency in Supply Chain Provisions により、年間売上高で基準額 (3600万ポンド) を超える企業は年次報告を公開することが義務付けられた。その報告では、当該企業 (またはサプライチェーン) で奴隷制と人身売買が行われていないことを確認するためにとられた措置を確認するか、奴隷制または人身売買の存在を確認するための措置が講じられてこなかったことを宣言する必要がある。後者の選択肢は当該企業の倫理的な態度に疑問を投げかけ、その評判に影響を与える可能性があるため、これを選択する企業はほとんどないと予想されている。ただし、サプライチェーンでデューデリジェンスを実施するための法的拘束力のある要件はなく、コンプライアンス違反に対する刑事罰または金銭的罰則も存在しない。
2016年3月21日、企業が年次報告を共有するため公的に検索可能、利用可能な登録簿を提供するために、内務省はサプライチェーンの透明性Transparency in Supply Chains (TISC) イベントを開催し、市民社会の現代奴隷制度に関わる独立登録簿であるTISCレポートを発表した。 2016年4月1日に開始された時点で、内務省はウェールズ政府、調達・供給公認研究所 (Chartered Institute of Procurement & Supply) 、国際商工会議所（ICC）、およびビジネスウエスト (Business West) と提携した。 2017年1月31日には、10,153社の企業がオープンデータ登録簿に年次報告を登録しており、世界最大の現代奴隷制度ステートメント登録簿となっている。

### 売春
2014年11月、フィオナ・マックタガード国会議員 (Fiona Mactaggart MP) は、売春に関する法案に修正を加えた。 これは、売春を犯罪化することを目的としている。 庶民院での法案の審議で、ジョン・マクドネル議員 (John McDonnell) はスウェーデンにおける売春禁止とセックスワーカーまたはその顧客数の減少との間には相関関係の証拠がないことを強調し、「そのような措置は機能しないだけでなく、実際には害悪を及ぼす」という知見を引用しつつ、修正案に反対した。 マクドネルは、Safety First Coalitionの創設メンバーであるアンドリュー・ドッチン (Andrew Dotchin) 牧師の次のような意見を引用している。「売春の顧客を罰することが売春を止めることはないし女性を犯罪人にすることをやめない。それは売春をさらに地下に追いやり、女性にとってより危険なものとする」。 その後、その修正条項は削除された。

### 拘束ビザ
2015年3月、「拘束ビザ」を使用して雇用主によって英国に送り込まれる移民労働者に関する修正条項が貴族院に提出された。これらの労働者は通常は外国人家事労働者であり、合法的に仕事を辞めたり、他の場所で仕事を見つけることは許可されていない。 2012年に導入された拘束ビザシステムは、中東の一部の国で使用されている雇用主支援の労働者のカファラシステム (Kafala system) になぞらえられている。この改正は、拘束ビザを使用して英国の労働者に雇用主を変更する権利を与えていたが、庶民院によって拒否された。